# دهستان پنجک‌رستاق
پنجک رستاق، دهستانی است از توابع بخش کجور شهرستان نوشهر در استان مازندران ایران.

## جمعیت
براساس سرشماری سال ۱۳۸۵جمعیت آن ۴۴۳۷ نفر (۱۱۵۵ خانوار) بوده‌است.